# Élections législatives de 1906 en Charente
Les élections législatives de 1906 ont eu lieu les 6 et 20 mai 1906.

## Élus
|   | Circonscription | Député sortant         |  | Groupe parlementaire       | Député élu             |  | Groupe parlementaire |
| - | --------------- | ---------------------- |  | -------------------------- | ---------------------- |  | -------------------- |
| 1 | 1re d'Angoulême | Edgard Laroche-Joubert |  | Républicain nationaliste   | Paul Mairat            |  | Gauche démocratique  |
| 2 | 2e d'Angoulême  | Auguste Mulac          |  | Gauche radicale            | Auguste Mulac          |  | Gauche radicale      |
| 3 | Barbezieux      | Georges Géo-Gérald     |  | Union démocratique         | Georges Géo-Gérald     |  | Gauche démocratique  |
| 4 | Cognac          | Gustave Cunéo d'Ornano |  | Non-inscrit                | Gustave Cunéo d'Ornano |  | Non-inscrit          |
| 5 | Confolens       | Antoine Babaud-Lacroze |  | Union démocratique         | Antoine Babaud-Lacroze |  | Union démocratique   |
| 6 | Ruffec          | Félix Marot            |  | Républicains progressistes | Maurice Raynaud        |  | Gauche démocratique  |

## Résultats à l'échelle du département
| Partis         | Partis                                         | Premier tour | Premier tour | Deuxième tour | Deuxième tour | Sièges |
| Partis         | Partis                                         | Voix         | %            | Voix          | %             | Sièges |
| -------------- | ---------------------------------------------- | ------------ | ------------ | ------------- | ------------- | ------ |
|                | Alliance républicaine démocratique             | 46 197       | 51,07        | 18 205        | 54,12         | 5      |
|                | Nationalistes                                  | 15 212       | 16,82        | 15 434        | 45,88         | 0      |
|                | Conservateurs                                  | 8 881        | 9,82         |               |               | 1      |
|                | Fédération républicaine                        | 6 410        | 7,09         | 0             |               |        |
|                | Action libérale populaire                      | 6 245        | 6,90         | 0             |               |        |
|                | Radicaux indépendants                          | 3 818        | 4,22         | 0             |               |        |
|                | Section française de l'Internationale ouvrière | 3 688        | 4,08         | 0             |               |        |
|                | Divers                                         | 2 480        | 2,74         | 0             |               |        |
|                |                                                |              |              |               |               |        |
| Inscrits       | Inscrits                                       | 115 126      | 100,00       | 41 902        | 100,00        | 6      |
| Votants        | Votants                                        | 94 974       | 82,50        | 34 006        | 81,16         |        |
| Abstentions    | Abstentions                                    | 20 152       | 17,50        | 7 896         | 18,84         |        |
| Blancs et nuls | Blancs et nuls                                 | 4 523        | 4,76         | 367           | 1,08          |        |
| Exprimés       | Exprimés                                       | 90 451       | 95,24        | 33 639        | 98,92         |        |

## Résultats par arrondissement

### Arrondissement d'Angoulême

#### 1recirconscription
| Candidat       | Candidat               | Parti          | Premier tour | Premier tour | Deuxième tour | Deuxième tour |
| Candidat       | Candidat               | Parti          | Voix         | %            | Voix          | %             |
| -------------- | ---------------------- | -------------- | ------------ | ------------ | ------------- | ------------- |
|                | Edgard Laroche-Joubert | Nationaliste   | 8 176        | 49,98        | 8 229         | 48,16         |
|                | Paul Mairat            | ARD            | 8 170        | 49,95        | 8 859         | 51,84         |
|                | Bujeau                 | SFIO           | 11           | 0,07         |               |               |
|                |                        |                |              |              |               |               |
| Inscrits       | Inscrits               | Inscrits       | 20 484       | 100,00       | 20 457        | 100,00        |
| Votants        | Votants                | Votants        | 16 586       | 80,97        | 17 178        | 83,97         |
| Abstention     | Abstention             | Abstention     | 3 898        | 19,03        | 3 279         | 16,03         |
| Blancs et nuls | Blancs et nuls         | Blancs et nuls | 229          | 1,37         | 90            | 0,52          |
| Exprimés       | Exprimés               | Exprimés       | 16 357       | 98,62        | 17 088        | 99,48         |

#### 2ecirconscription
| Candidat       | Candidat       | Parti               | Premier tour | Premier tour | Deuxième tour | Deuxième tour |
| Candidat       | Candidat       | Parti               | Voix         | %            | Voix          | %             |
| -------------- | -------------- | ------------------- | ------------ | ------------ | ------------- | ------------- |
|                | Auguste Mulac  | ARD                 | 6 948        | 40,43        | 9 346         | 56,47         |
|                | Paul Déroulède | Nationaliste        | 7 036        | 40,94        | 7 205         | 43,53         |
|                | Félineau       | Radical indépendant | 2 599        | 15,12        |               |               |
|                | Moulinier      | SFIO                | 602          | 3,50         |               |               |
|                |                |                     |              |              |               |               |
| Inscrits       | Inscrits       | Inscrits            | 21 062       | 100,00       | 21 445        | 100,00        |
| Votants        | Votants        | Votants             | 17 353       | 82,39        | 16 828        | 78,47         |
| Abstention     | Abstention     | Abstention          | 3 709        | 17,61        | 4 617         | 21,53         |
| Blancs et nuls | Blancs et nuls | Blancs et nuls      | 168          | 0,97         | 277           | 1,65          |
| Exprimés       | Exprimés       | Exprimés            | 17 185       | 99,03        | 16 551        | 98,35         |

### Arrondissement de Barbezieux
| Candidat       | Candidat           | Parti          | Premier tour | Premier tour |
| Candidat       | Candidat           | Parti          | Voix         | %            |
| -------------- | ------------------ | -------------- | ------------ | ------------ |
|                | Georges Géo-Gérald | ARD            | 6 507        | 51,03        |
|                | Jean Hennessy      | ALP            | 6 245        | 48,97        |
|                |                    |                |              |              |
| Inscrits       | Inscrits           | Inscrits       | 14 747       | 100,00       |
| Votants        | Votants            | Votants        | 12 836       | 87,04        |
| Abstention     | Abstention         | Abstention     | 1 911        | 12,96        |
| Blancs et nuls | Blancs et nuls     | Blancs et nuls | 84           | 0,65         |
| Exprimés       | Exprimés           | Exprimés       | 12 752       | 99,35        |

### Arrondissement de Cognac
| Candidat       | Candidat               | Parti               | Premier tour | Premier tour |
| Candidat       | Candidat               | Parti               | Voix         | %            |
| -------------- | ---------------------- | ------------------- | ------------ | ------------ |
|                | Gustave Cuneo d'Ornano | Conservateur        | 8 881        | 50,21        |
|                | Jean Barraud           | ARD                 | 6 712        | 37,95        |
|                | Fougerat               | Radical indépendant | 1 219        | 6,89         |
|                | Le Bourgo              | SFIO                | 875          | 4,95         |
|                |                        |                     |              |              |
| Inscrits       | Inscrits               | Inscrits            | 21 441       | 100,00       |
| Votants        | Votants                | Votants             | 17 829       | 83,15        |
| Abstention     | Abstention             | Abstention          | 3 612        | 16,85        |
| Blancs et nuls | Blancs et nuls         | Blancs et nuls      | 142          | 0,80         |
| Exprimés       | Exprimés               | Exprimés            | 17 687       | 99,20        |

### Arrondissement de Confolens
| Candidat       | Candidat               | Parti          | Premier tour | Premier tour |
| Candidat       | Candidat               | Parti          | Voix         | %            |
| -------------- | ---------------------- | -------------- | ------------ | ------------ |
|                | Antoine Babaud-Lacroze | ARD            | 10 704       | 69,65        |
|                | Boulonneix             | SFIO           | 2 185        | 14,22        |
|                | Banlin                 | Divers         | 2 480        | 16,14        |
|                |                        |                |              |              |
| Inscrits       | Inscrits               | Inscrits       | 21 342       | 100,00       |
| Votants        | Votants                | Votants        | 16 667       | 78,09        |
| Abstention     | Abstention             | Abstention     | 4 675        | 21,91        |
| Blancs et nuls | Blancs et nuls         | Blancs et nuls | 1 298        | 6,19         |
| Exprimés       | Exprimés               | Exprimés       | 15 369       | 92,21        |

### Arrondissement de Ruffec
| Candidat       | Candidat        | Parti          | Premier tour | Premier tour |
| Candidat       | Candidat        | Parti          | Voix         | %            |
| -------------- | --------------- | -------------- | ------------ | ------------ |
|                | Maurice Raynaud | ARD            | 7 156        | 52,69        |
|                | Félix Marot     | FR             | 6 410        | 47,20        |
|                | Ménard          | SFIO           | 15           | 0,11         |
|                |                 |                |              |              |
| Inscrits       | Inscrits        | Inscrits       | 16 050       | 100,00       |
| Votants        | Votants         | Votants        | 13 703       | 85,38        |
| Abstention     | Abstention      | Abstention     | 2 347        | 14,62        |
| Blancs et nuls | Blancs et nuls  | Blancs et nuls | 122          | 0,89         |
| Exprimés       | Exprimés        | Exprimés       | 13 581       | 99,11        |